# Tabakstraße
Tabakstraße (Originaltitel: Tobacco Road) ist eine US-amerikanische Tragikomödie von John Ford aus dem Jahre 1941. Der Film basiert auf dem Roman Die Tabakstraße von Erskine Caldwell, allerdings wurde die Handlung deutlich umgeschrieben.

## Handlung
Amerikas Südstaaten in den 1930er-Jahren: Die hinterwäldlerische Familie Lester lebt unter ärmlichen Verhältnissen in einem abgelegenen Teil von Georgia. Einst war „Tobacco Road“, die Plantage der Familie Lester, groß und ertragreich. Nach dem amerikanischen Bürgerkrieg geriet sie allerdings zusehends in die Misere und nun ist nicht einmal mehr Geld für den Ankauf von Saat vorhanden. Das Oberhaupt der Familie ist der faule Jeeter, der zwar stets große Pläne schmiedet, die allerdings nie verwirklicht. Zu den weiteren Mitgliedern der Familie zählen seine arbeitsame Ehefrau Ada, Jeeters unverheiratete Tochter Ellie May (welche mit 23 Jahren in ihren Kreisen bereits als alte Jungfer gilt) sowie Jeeters aufgedrehter Sohn Dude, der eine Leidenschaft für Autos hegt. Zudem gibt es eine Großmutter, die aber von ihrer Familie vernachlässigt wird; außerdem werden zahlreiche abwesende Kinder von Jeeter und Ada erwähnt. Die Armut der Familie zeigt sich unter anderem in Prügeleien um einige Steckrüben.
Jeeter erfährt durch seinen Nachbarn Henry vom Gerücht, dass Captain Harmon, für dessen Vater Jeeter immer die Farm betrieb, wieder auf die Tobacco Road zurückkehrt. Jeeter hofft, dass Captain Harmon ihm einen neuen Kredit geben wird und dass er nun wieder seine Farm aufbauen kann. Um sein Gewissen wegen der gestohlenen Steckrüben zu bereinigen, besucht er Schwester Bessie Rice, bei der es sich um eine örtliche Erweckungspredigerin mit einer Vorliebe fürs Singen handelt. Jeesters gute Stimmung erfährt allerdings schnell einen Dämpfer, als Captain Harmon mit dem Bankier Mr. Payne auf der Tobacco Road erscheint: Harmon ist insolvent und so musste die Bank die Tobacco Road übernehmen. Jeeter darf mit seiner Familie nur auf der Tobacco Road bleiben, wenn er 100 US-Dollar Jahresmiete an die Bank bezahlt.
Die kürzlich verwitwete Schwester Rice hört eine innere Stimme, dass sie Jeeters Sohn Dude heiraten solle. Auch Dude fühlt sich zu ihr hingezogen, obwohl die Schwester doppelt so alt wie er ist. Als Jeeter vom Erbe des verstorbenen Ehemannes der Schwester hört, stimmt er der Verbindung zu. Allerdings kauft Schwester Rice für das gesamte Erbe ein neues Auto für Dude. Jeeter stiehlt den Frischvermählten das Auto, wird jedoch vom Polizeichef aufgegriffen und das Auto kehrt zu Schwester Bessie und Dude zurück. Nun sieht es so aus, als müssten Jeeter und Ada ihre geliebte Tobacco Road gegen einen Platz im Armenhaus einzutauschen. Obwohl er selbst in einer finanziellen Misere ist, zahlt Captain Harmon letztlich Jeeters Farmmiete für die nächsten sechs Monate an die Bank. Er gibt Jeeter auch zehn Dollar für die Saat. Doch Jeeter scheint schon wieder ganz andere Pläne mit dem Geld zu haben.

## Hintergrund
Im August 1940 erwarben Darryl F. Zanuck und das Filmstudio Twentieth Century Fox die Filmrechte an dem Roman Die Tabakstraße von Erskine Caldwell, das auch höchst erfolgreich als Theaterstück aufgeführt wurde. Als Regisseur wurde Filmveteran John Ford verpflichtet, der gerade den preisgekrönte Literaturverfilmung Früchte des Zorns inszeniert hatte. Ähnlich wie Caldwells Tabakstraße thematisierte Früchte des Zorns, das auf einem Roman von John Steinbeck basierte, die prekäre Lage einer amerikanischen Familie während der Great Depression. Eigentlich wollten John Ford und Drehbuchautor Nunnally Johnson den Film im Sinne von Caldwells stark sozialkritischer Vorlage deutlich ernsthafter machen. Das Filmstudio sorgte allerdings dafür, das vor allem die komischen Aspekte der Literaturvorlage im Film vorkamen. John Ford äußerte sich gegenüber der Presse zu Tabakstraße:
„Wir haben keinen Schmutz im Film. Wir haben die schrecklichen Details entfernt und was wir nun noch haben, ist eine nette dramatische Geschichte. Er rührt zu Tränen, hat aber auch komische Aspekte. Was wir beabsichtigen ist, dass unsere Zuschauer mit unseren Figuren sympathisieren und sich nicht angeekelt fühlen.“
Die Besetzung des Filmes fiel schwierig aus. Erste Wahl für die Hauptrolle des Jeeter war ursprünglich Charles Laughton gewesen, ehe der über 70-jährige Charakterdarsteller Charley Grapewin verpflichtet wurde. Grapewin hatte bereits im Vorjahr Großvater Joad in Früchte des Zorns unter Fords Regie gespielt, war aber eigentlich hauptsächlich nur in Nebenrollen zu sehen. Ford persönlich bestand gegen die Bedenken des Filmstudios auf Grapewin, der die Rolle bereits am Theater gespielt hatte. William Tracy musste für seinen Auftritt als Jeeters Sohn Dude auf Diät gehen und Zähne verlieren. Zunächst war geplant, den Film in Virginia zu drehen – doch Tabakstraße war wegen seiner Gesellschaftskritik in den Südstaaten unpopulär, sodass Tabakstraße in Hollywood gemacht werden musste.

## Kritik
Bis 1973 spielte der Film an den Kinokassen rund 1,9 Millionen US-Dollar ein und war damit ein finanzieller Erfolg. Bei den Kritikern wird er seit seiner Veröffentlichung meistens gemischt betrachtet. Das Lexikon des internationalen Films lobte zwar die „gute Kameraarbeit“ und das Engagement des Filmes um die soziale Not in den Südstaaten, insgesamt sei es aber „eines der schwächeren Werke des Regisseurs“. Das Lexikon des Internationalen Films kritisierte außerdem die „allzu schematischen Charaktere“ und den „aufgesetzten Humor“. Leonard Maltin gab dem Film zweieinhalb von vier Sternen und nannte es eine „unterhaltsame, aber seltsame Tragikomödie“ und lobte vor allem Hauptdarsteller Charley Grapewin.